# Simon Patterson
Pour les articles homonymes, voir Patterson.
Simon Patterson, né en 1967 à Leatherhead, dans le Surrey, en Angleterre, est un artiste et photographe anglais.
Il est sélectionné pour le Turner Prize en 1996 pour ses expositions à la Lisson Gallery, la Gandy Gallery et trois expositions au Japon. Il est le frère cadet du peintre Richard Patterson.
Simon Patterson est membre des Young British Artists.

## Biographie
Simon Patterson fréquente le Hertfordshire College of Art and Design et le Goldsmiths College entre 1985 et 1989. Au Goldsmiths, il expose dans l'exposition Freeze organisée par Damien Hirst dans laquelle il présente deux textes muraux, l'un montrant simplement les noms de Richard Burton et Elizabeth Taylor, l'autre, The Last Supper Arranged According to the Flat Back Four Formation (Jesus Christ in Goal) montrant les noms des apôtres disposés comme une équipe de football sur le terrain avec Jésus dans le but et Simon Pierre et Judas comme réservistes.
Il est connu pour son œuvre The Great Bear de 1992, une lithographie qui retravaille la carte du métro de Londres. Patterson prend un système d'ordre qui existe dans le monde et l'applique à un autre ensemble de sujets. Dans ce cas, il modifie les noms des stations avec des noms de personnalités célèbres. Chaque ligne est composée d'une catégorie de personnes, comme des acteurs, des philosophes, des footballeurs. Une édition et achetée par Charles Saatchi et présentée dans l'exposition Sensation de 1997 qui a fait une tournée à Londres, Berlin et New York. Un autre exemplaire se trouve dans la collection de la Tate Gallery et est exposée à la Tate Britain à Londres.
Patterson crée également des projets à grande échelle tels que Cosmic Wallpaper à l'Université de Warwick, un hommage à Wilfred Owen (Maison forestière),, et il a également participé à The Project Series, 70, Banners I au MoMA. L'objectif du projet pour Simon Patterson, Shirin Neshat et Xu Bing était de tester les ramifications du mot écrit dans leur propre perspective unique à afficher sur la façade du musée — située Fifty-third Street — flanquée de bannières portant le logo du MoMA du 22 novembre 1999 au 1er mai 2000.
Simon Patterson était membre du personnel de la Slade School of Fine Art.